# NET聖經 (中譯本)
NET聖經（中譯本）是New English Translation（NET）聖經的中文譯本。NET聖經（亦稱為新英語譯本聖經）是一部全新的英文聖經譯本，由20余位聖經學者自1995年開始筹编，將聖經從希伯來文本、亞蘭文本、希臘文本经过组合调整譯成英語。版權歸聖經研讀出版社所有。NET的“新”不僅是翻譯年份較新，更在於它有6萬餘條註釋。NET聖經（中譯本）第二版在2016年四月完成。

## 特色
全書批註分為三大類：
- 譯者註。這是從原文的字義文義的角度，寫下翻譯過程中譯者們對每字每句的推敲斟酌，並附以其他譯本的翻譯為參考。
- 研讀註。這些是深研治學精神的批註，客觀地列出不同的見解及出處 。
- 古卷註。指出眾手鈔古卷出入之處，並附以各英譯本因采納不同古卷而有的不同思路。

NET聖經（中譯本）經文部份主要是用和合本為基礎，只在幾方面稍作修改。
- 和合本句意與NET聖經不同之時，改為NET聖經的觀念，以能配入批註，並附合翻譯原則上的「信」和「達」。
- 文字的古意與今意不同之時改為今意，有些對白稍改為生動化的今日語氣。
- 度量衡單位改為公制（NET聖經本用英制）。

## 評論
雖然「CNET聖經」只是譯本的譯本，不能與《和合本》相提並論，然而NET的註釋也獲得不少華人聖經學者的推薦與參考，也有其他聖經注釋版或研讀版採用。

## 外部連結
- NET聖經研讀工具（页面存档备份，存于）
- NET聖經（中文版）項目/資源網站（页面存档备份，存于）
- NET聖經（中文版）在線讀經工具
- 《中文聖經翻譯史》(聖經．中文．翻譯) （页面存档备份，存于）
- 《NET聖經》(聖經．中文．翻譯) （页面存档备份，存于）